# Mansfield (Louisiane)
Pour les articles homonymes, voir Mansfield.
La ville de Mansfield est le siège de la paroisse de De Soto, dans l’État de Louisiane, aux États-Unis. Sa population s’élevait à 5 001 habitants lors du recensement de 2010, estimée à 4 771 habitants en 2017.